# Chrysolampinae
Sous-famille
Les Chrysolampinae sont une sous-famille d'insectes hyménoptères de la famille des Perilampidae.

## Genres
Selon BioLib (20 avril 2024) :
- Austrotoxeuma Girault, 1929
- Brachyelatus Hoffer & Novicky, 1954
- Chrysolampus Spinola, 1811
- Chrysomalla Förster, 1859
- Parelatus Girault, 1916